# أديات
أُدَيَّات هو موضعٌ تاريخيٌّ قديم في شبه الجزيرة العربية. تقع بين ديار قبيلة فزارة وديار قبيلة كلب.

## التسمية
أشار ياقوت الحموي إلى أن اسم أُدَيَّات بضم أوله وفتح ثانيه وتشديد الياء، وبأنه جمع أدَيّة المصغرة. ورد ذكرها في شعر الرَّاعي النُّميري، إذ قال فيها:

### فهرس المنشورات
1. 1 2  الحموي (1977)، ج. 1، ص. 127.

### معلومات المنشورات كاملة
الكتب مرتبة حسب تاريخ النشر
- ياقوت الحموي (1977)، معجم البلدان (ط. 1)، بيروت: دار صادر، OCLC:1014032934، QID:Q114913343